# 第五十八号駆潜艇
第五十八号駆潜艇（だいごじゅうはちごうくせんてい）は、日本海軍の駆潜艇。普遍的には第二十八号型駆潜艇の最終艇（31番艇）とされているが、海軍省が定めた艦艇類別等級では第十三号型駆潜艇の46番艇。基本計画番号K8Bによる駆潜艇の建造は本艇を最後として終了し、以後の建造は簡易化をさらに推進した基本計画番号K8C（第5341号艦型）に移行した。

## 艇歴
マル急計画の第440号艦型19番艇、仮称艦名第458号艦として計画。1943年6月5日、新潟鐵工所新潟工場で起工。8月31日、第五十八号駆潜艇と命名され、第十四号型駆潜艇の40番艇に定められ、本籍を呉鎮守府と仮定。10月30日進水。11月1日、艤装員事務所が新潟鐵工所新潟工場内で事務を開始。
1944年1月26日竣工し本籍を呉鎮守府に、役務を呉鎮守府警備駆潜艇にそれぞれ定められ、佐世保鎮守府佐世保防備戦隊に編入。31日、兵力部署第一護衛部隊に編入。2月11日、軍隊区分機雷部隊に編入され、第十八戦隊の護衛に従事。奄美大島方面で行動。27日、悪石島で対潜掃蕩に従事。
4月1日、北大東島で陸軍徴傭船南丸が被雷沈没したため、対潜掃蕩に向かう。現地到着後は第49号駆潜艇と共同で3日まで対潜掃蕩に従事し、加計呂麻島瀬相港へ回航。10日、佐世保防備戦隊が解隊され、佐世保鎮守府隷下に新編された第四海上護衛隊に編入。ただし本艇は6月19日まで第十八戦隊の護衛を継続。
6月10日、連合艦隊作戦指揮下に編入。軍隊区分機動部隊補給隊警戒部隊に配置。第十八戦隊の護衛終了後は基隆で補給を行いダバオへ回航。以後タウィタウィ島、タラカン島方面の船団護衛に従事。7月25日、Z258船団（6隻）を護衛しダバオ発。船団は1隻を失ったが27日、サンボアンガ着。28日、C294船団（4隻）を護衛しサンボアンガ発。31日、セブ着。
8月9日、マタ26船団（24隻）を護衛しマニラ発。17日、高雄着。8月20日、タモ23船団（14隻）を護衛し高雄発。26日、門司着。8月、佐世保鎮守府作戦指揮下に編入され修理と整備を行う。
10月10日、往航船団の護衛を終え那覇に在泊中、十・十空襲に遭遇し被爆損傷。佐世保、次いで鎮海へ回航し修理を行う。
1945年1月から佐世保-奄美大島間の護衛に従事。
3月5日、軍隊区分機雷部隊に編入。12日まで大島緊急物件輸送の第十八戦隊を護衛。21日、カナ101船団（陸軍徴傭船華頂山丸）を護衛して西桜島錨地発。22日久慈湾で仮泊。23日、那覇へ向け出発したが、同日アメリカ艦上機の空襲を受け華頂山丸が沈没し、本艇も損傷した。佐世保へ回航し、5月まで修理を行う。修理中の4月、第四海上護衛隊指揮下に復帰。
5月10日、第四海上護衛隊は第五特攻戦隊に改編。本艇は佐世保防備隊作戦指揮下に編入。21日、第三次大島輸送隊の第173号輸送艦を第37号駆潜艇と護衛し佐世保発。同日から空襲を受け、22日に奄美大島沖で輸送艦と護衛の駆潜艇は全て撃沈された。
8月10日、第五十八号駆潜艇は帝国駆潜艇籍から除かれ、第十四号型駆潜艇から削除された。

## 駆潜艇長
艤装員長
1. 川村光雄 大尉：1943年12月25日 - 1944年1月26日

駆潜艇長
1. 川村光雄 大尉：1944年1月26日 - 1944年10月10日 戦死、同日付任海軍少佐
2. （臨時）山本悦六 少佐：1944年10月21日 - 1944年11月10日
3. 美郷幸一 大尉：1944年12月5日 - 1945年3月23日 戦死、同日付任海軍少佐
4. 飯田英一 大尉：1945年4月1日 - 1945年5月21日 戦死、同日付任海軍少佐